# أدونيس صوفي
أدونيس صوفي (الاسم العلمي: Adonis eriocalycina) نوع نباتي ينتمي إلى جنس الأدونيس أو عين الجمل من الفصيلة الحوذانية.